# وانغ شياوهوا
وانغ شياوهوا (بالصينية: 王小华) مواليد 15 أبريل 1993، هي لاعبة كرة يد صينية تلعب كحارس مرمى. مثلت منتخب الصين لكرة اليد للسيدات.

## سجل المنافسة
شاركت في البطولات التالية:
- بطولة العالم لكرة اليد للسيدات 2013